# Markovac (żupania szybenicko-knińska)
Markovac – wieś w Chorwacji, w żupanii szybenicko-knińskiej, w gminie Biskupija. W 2011 roku liczyła 63 mieszkańców.